# Rue des Haudriettes
Rue des Haudriettes je ulice v Paříži v historické čtvrti Marais. Nachází se ve 3. obvodu.

## Poloha
Ulice vede od křižovatky s Rue des Archives, kde na ni navazuje Rue des Quatre-Fils, a končí na křižovatce s Rue du Temple na náměstí Place Renée-Vivien, odkud pokračuje Rue Michel-le-Comte.

## Historie
V roce 1290 nesla jméno Rue Jehan l'Huilier podle jednoho měšťana toho jména, který zde bydlel. Poté se ulice nazývala stejně jako Rue des Quatre-Fils, tj. Rue de l'Échelle du Temple podle pranýře, který se nacházel u pařížského templu. V roce 1636 se ulice jmenovala Rue de la Fontaine Neuve podle dnes již zaniklé fontány a 1650 Rue des Vieilles Haudriettes podle náboženské kongregace, kterou založil v roce 1306 Étienne Haudry, královský úředník Filipa IV. Sličného. Jednalo se o společenství vdov, které ve čtvrti založilo Hospic des Haudriettes. V roce 1662 kongregace Haudriettes opustila svou kapli umístěnou v této ulici. Dne 24. ledna 1881 byla ulice přejmenována na Rue des Haudriettes.

## Zajímavé objekty
- fontána Haudriettes na rohu s Rue des Archives
- domy č. 4 a 6: hôtel de Bondeville, palác chráněný jako historická památka
- dům č. 8: dům z roku 1618